# Enicospilus neotropicus
Enicospilus neotropicus là một loài tò vò trong họ Ichneumonidae.